# تيري كافاناه
تيري كافاناه (بالإنجليزية: Terry Cavanagh)‏ هو مهندس أيرلندي، ولد في 1984 في Tydavnet ‏ في جمهورية أيرلندا.

## وصلات خارجية
- الموقع الرسمي
- تيري كافاناه على موقع IMDb (الإنجليزية)
- تيري كافاناه على موقع ميوزك برينز (الإنجليزية)
- تيري كافاناه على موقع ديسكوغز (الإنجليزية)